# Bob Clendenin
Robert Treman „Bob“ Clendenin (* 14. April 1964 in Newark, Ohio) ist ein US-amerikanischer Schauspieler.

## Leben
Clendenin machte 1986 seinen Abschluss an der Cornell University und schloss 1990 seinen Master-Studiengang im Fach Fine Arts an der Pennsylvania State University ab.
Clendenin wurde vor allem durch seine Darstellung des Carl Dawson in der Serie 10 Items or Less sowie der erfolglosen Pilotfolge der Internet-Serie Nobody’s Watching bekannt. In Deutschland erlangte er vor allem durch seine Darstellung des exzentrischen Onkologen Dr. Paul Zeltzer in der US-amerikanischen Dramedy-Serie Scrubs – Die Anfänger Bekanntheit.
In der Serie Cougar Town, die auch von Scrubs-Schöpfer Bill Lawrence produziert wird, hat er eine Nebenrolle als Nachbar, der in die Protagonistin, gespielt von Courteney Cox, verliebt ist.
Er hatte in der Rolle verschiedener skurriler Charaktere Auftritte in einigen Shows: Charmed – Zauberhafte Hexen, Alles Betty!, Die wilden Siebziger, Felicity, Weeds – Kleine Deals unter Nachbarn und Desperate Housewives. Er tauchte außerdem in der Rolle eines vidiianischen Chirurgen in einer Episode von Star Trek: Raumschiff Voyager auf und ist außerdem im Spielfilm Star Trek zu sehen.
Er tauchte als Mank in der Serie Space 2063 auf und hatte außerdem eine Nebenrolle im Film Ey Mann, wo is’ mein Auto?.
Außerdem stand er für Werbespots der Restaurant-Kette Jack in the Box und des Webhosters Go Daddy vor der Kamera.

## Filmografie (Auswahl)
- 1999: Will & Grace (Fernsehserie, Episode 2x08)
- 2000: Ey Mann, wo is’ mein Auto? (Dude, Where’s My Car?)
- 2001: Charmed – Zauberhafte Hexen (Fernsehserie, Episode 3x10)
- 2002–2009: Scrubs – Die Anfänger (Scrubs, Fernsehserie)
- 2005: Desperate Housewives (Fernsehserie, 1 Episode)
- 2005–2009: The Closer (Fernsehserie, 6 Episoden)
- 2009: Star Trek
- 2009: The Middle (Fernsehserie, 7 Episoden)
- 2010–2015: Cougar Town (Fernsehserie, 63 Episoden)
- 2015: Der Kaufhaus Cop 2 (Paul Blart: Mall Cop 2)
- 2015: The Exes (Fernsehserie, Episode 4x17)
- 2021: The Neighborhood (Fernsehserie, 1 Episode)
- 2022: Reboot (Fernsehserie, 1 Episode)
- 2023: LaRoy